# Glyptotendipes imicola
Glyptotendipes imicola är en tvåvingeart som först beskrevs av Jean-Jacques Kieffer 1926.  Glyptotendipes imicola ingår i släktet Glyptotendipes och familjen fjädermyggor.
Artens utbredningsområde är Tyskland. Inga underarter finns listade i Catalogue of Life.